# Vicenç Riera Llorca
Vicenç Riera i Llorca (Barcelona, 1903 - Pineda de Mar, 1991) fou un escriptor, traductor i periodista català.

## Biografia[calcitació]
Era fill de Cosme Riera nascut a Altea i d’Àngela Llorca natural de Salou. Després de la Guerra Civil va viure a l'exili; primer a França (1939), i després a la República Dominicana (1939-1942) i a Mèxic (1942-1969). En aquest darrer país va publicar, l'any 1946, la que és la seva novel·la més coneguda (i, de fet, la primera que va escriure): Tots tres surten per l'Ozama. Aquest llibre narra les aventures dels catalans exiliats a l'illa, a la qual seguirien d'altres novel·les de temàtica mexicana i com faria més endavant amb llibres de memòries o d'investigació. En són exemple els volums El meu pas pel temps o Els exiliats catalans a Mèxic. La Generalitat de Catalunya li va concedir la Creu de Sant Jordi el 1985.
Abans de la Guerra Civil, havia col·laborat com a ninotaire a les publicacions L'Esquella de la Torratxa i La Rambla. A Mèxic, contribuiria amb la revista Don Timorato.
Va treballar de periodista als diaris: Justícia Social, L'Opinió, La Rambla, La Campana de Gràcia (abans de la guerra) i amb Full català (Mèxic), La Nostra Revista (Mèxic), Pont Blau (Mèxic), Ressorgiment (Buenos Aires), Catalunya (Buenos Aires), Germanor (Santiago de Xile), Quaderns de l'exili (Mèxic), El Poble Català (Mèxic), Lletres (Mèxic), Veu Catalana (Mèxic), El Pont (Barcelona).
En l'àmbit personal, Vicenç Riera Llorca es casà el 14 de juny de 1934 amb Emília Barrionuevo Pascual (Barcelona, 1907 – Pineda de Mar, 2000). El 7 de setembre de 1936 nasqué la seva única filla, Diana Riera i Barrionuevo. Després de la guerra, l'esposa i filla de l'escriptor restaren a Barcelona, fins que l'any 1949 la família es retrobà i s'establí a Mèxic.

## Obra

### Narrativa
- 1946 Tots tres surten per l'Ozama
- 1946 Giovanna i altres contes
- 1968 Roda de malcontents
- 1970 Joc de xocs
- 1970 Amb permís de l'enterramorts
- 1972 Fes memòria, Bel.[2]
- 1972 Oh, mala bèstia!
- 1974 Què vols, Xavier?
- 1976 Canvi de via
- 1979 Plou sobre mullat
- 1979 Això aviat farà figa
- 1984 Torna, Ramon
- 1985 Tira cap on puguis
- 1987 Tornar o no tornar
- 1991 Estiu a Pineda
- 1995 Georgette i altres contes

### No-ficció
- 1955 Catalunya en la Corona d'Aragó
- 1971 Nou obstinats
- 1979 El meu pas pel temps (1903-1939)
- 1993 Epistolari Joan Fuster-Vicenç Riera Llorca
- 1994 Els exiliats catalans a Mèxic
- 2015 Epistolari Albert Manent & Vicenç Riera Llorca

### Teatre
- 1979 La sorpresa de Berta

## Premis literaris
- 1970 Prudenci Bertrana per Amb permís de l'enterramorts
- 1971 Premi Crítica Serra d'Or de novel·la per Amb permís de l'enterramorts
- 1971 Sant Jordi per Fes memòria, Bel